# Бузуново
Бузуново — деревня в Большемуртинском районе Красноярского края России. Входит в состав Еловского сельсовета.

## История
По данным 1926 года имелось 49 хозяйств и проживало 238 человек (в основном — русские). Функционировали школа I ступени и лавка общества потребителей. В административном отношении входила в состав Силинского сельсовета Больше-Муртинского района Красноярского округа Сибирского края.

## География
Деревня находится в центральной части края, в подтаёжно-лесостепном районе лесостепной зоны, на левом берегу реки Мингуль, на расстоянии приблизительно 23 километров (по прямой) к юго-востоку от Большой Мурты, административного центра района. Абсолютная высота — 166 метров над уровнем моря.

## Население
| 2010 |
| ---- |
| 115  |

Гендерный состав
По данным Всероссийской переписи населения 2010 года в гендерной структуре населения мужчины составляли 45,2 %, женщины — соответственно 54,8 %.
Национальный состав
Согласно результатам переписи 2002 года, в национальной структуре населения русские составляли 81 % из 134 чел.

## Инфраструктура
Функционируют библиотека и сельский клуб.

## Улицы
Уличная сеть деревни состоит из трёх улиц и одного переулка.